# Перший Московський кадетський корпус
Московський імператриці Катерини II кадетський корпус — військово-навчальний заклад Російської Імперії, який готував офіцерів російської армії (до реформи 1863 р.), юнкерів військових училищ (з 1863 по 1918 рр..).
Вів старшинство від Шкловського благородного училища, заснованого С. Г. Зоричем, фаворитом Катерини II, що стало кадетським корпусом. Училище на початку XIX століття було переведено в Гродно, потім у Смоленськ, Кострому (1812 р.), і, нарешті, в Москву — у Лефортово (1824 р.).